# Nephrops
Nephrops Linnaeus, 1758 é um género de lagostas que inclui uma única espécie extante, a Nephrops norvegicus, e várias espécies fósseis. O género foi erigido por William Elford Leach, em 1814, para acomodar apenas N. norvegicus, espécie que tinha sido previamente integrada em géneros como Cancer, Astacus ou Homarus.
Apesar de algumas espécies correntemente no género Metanephrops terem sido anteriormente incluídas no género Nephrops, dados obtidos por técnicas de filogenética molecular sugerem que ambos os géneros não são grupos irmãos, Nephrops  estando mais intimamente relacionado com o género Homarus que com Metanephrops.
A maioria das espécies fósseis incluídas no género Nephrops são apenas conhecidas a partir de restos parciais e as suas  afinidades não são certas. Entre essas espécies estão:
- Nephrops reedi Carter, 1898 – Plioceno, Inglaterra
- Nephrops costatus Rathbun, 1918 – Pleistoceno, Panamá
- Nephrops maoensis Rathbun, 1920 – Oligoceno ou Mioceno, República Dominicana
- Nephrops aequus Rathbun, 1920 – Oligoceno ou Mioceno, República Dominicana
- Nephrops shastensis Rathbun, 1929 – Cretáceo, Califórnia (possivelmente pertence ao género Hoploparia)
- Nephrops americanus Rathbun, 1935 – Cretáceo, Texas (não é similar a Nephrops ou Metanephrops)